# Liste des chemins de fer régionaux en Italie
La liste des chemins de fer régionaux en Italie répertorie les entreprises ferroviaires régionales opérants sur le territoire de l'Italie, y compris les régions insulaires de la Sardaigne et de la Corse.

## Piémont
- GTT - Gruppo Torinese Trasporti - (Torino - Ceres / Torino - Pont) *
- SSIF - Società Subalpina di Imprese Ferroviarie - Domodossola - Re - (Locarno) *

## Lombardie
- Groupe FNM (Ferrovienord, Trenord)[1]

## Ligurie
- FGC - Ferrovia Genova Casella *

## Vénétie-Trentin-Haut-Adige-Frioul-Vénétie Julienne
- ST - Sistemi Territoriali (Adria - Mestre e Udine - Cividale) *
- SAD - Ferrovia del Renon *
- Trentino Trasporti SpA (Ferrovia Trento-Malè-Marilleva) *

## Émilie-Romagne
- ACT - Reggio Emilia - Azienda Consorziale Trasporti *
- ATCM - Modena - Azienda Trasporti Consorziali *
- FER - Ferrovie dell'Emilia Romagna *

## Toscane-Ombrie
- LFI - La Ferroviaria Italiana *
- FCU - Ferrovia Centrale Umbra *

## Marches-Latium-Abruzzes
- Met. Ro. *
- Sangritana *

## Campanie
- SEPSA Napoli - Società per l'Esercizio di Pubblici Servizi
- Circumvesuviana - Naples *
- Ferrovia Alifana e Benevento - Napoli *

## Pouilles-Calabre
- FG - Ferrovie del Gargano *
- Ft - Ferrotramviaria *
- FSE - Chemins de fer du Sud Est
- FAL - Ferrovie Appulo-Lucane *
- FC - Ferrovie della Calabria *

## Sicile-Sardaigne
- FCE - Ferrovia Circumetnea *
- FdS - Ferrovie della Sardegna *
- ARST - Azienda Regionale Sarda Trasporti